# Sa Dec

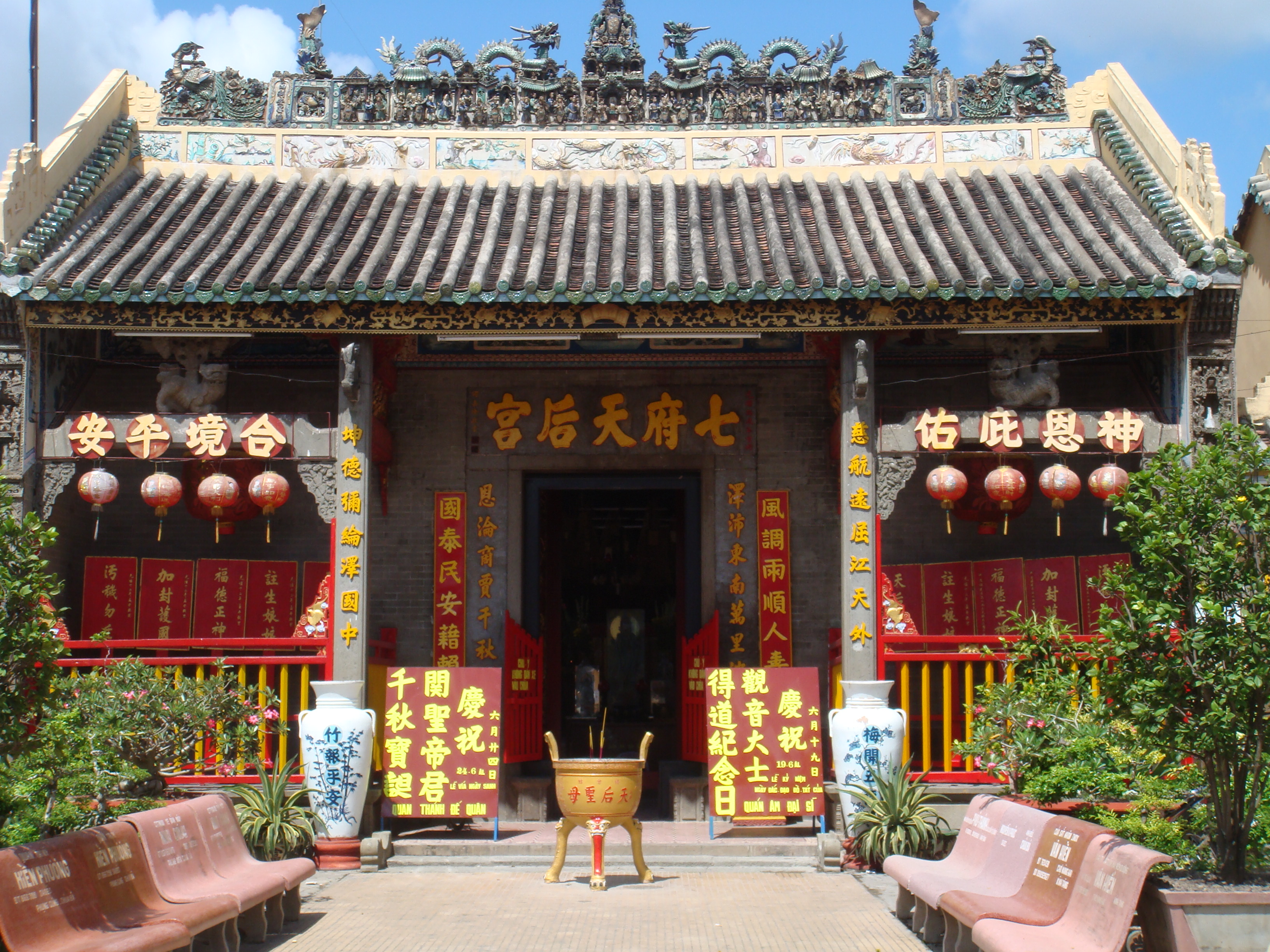
Thien Hau-pagoden.

Sa Dec (på vietnamesiska Sa Đéc) är en stad i Vietnam och är den näst största staden i provinsen Dong Thap. Folkmängden uppgick till 103 583 invånare vid folkräkningen 2009, varav 66 485 invånare bodde i själva centralorten.